# Carl Jürgen Hogrefe

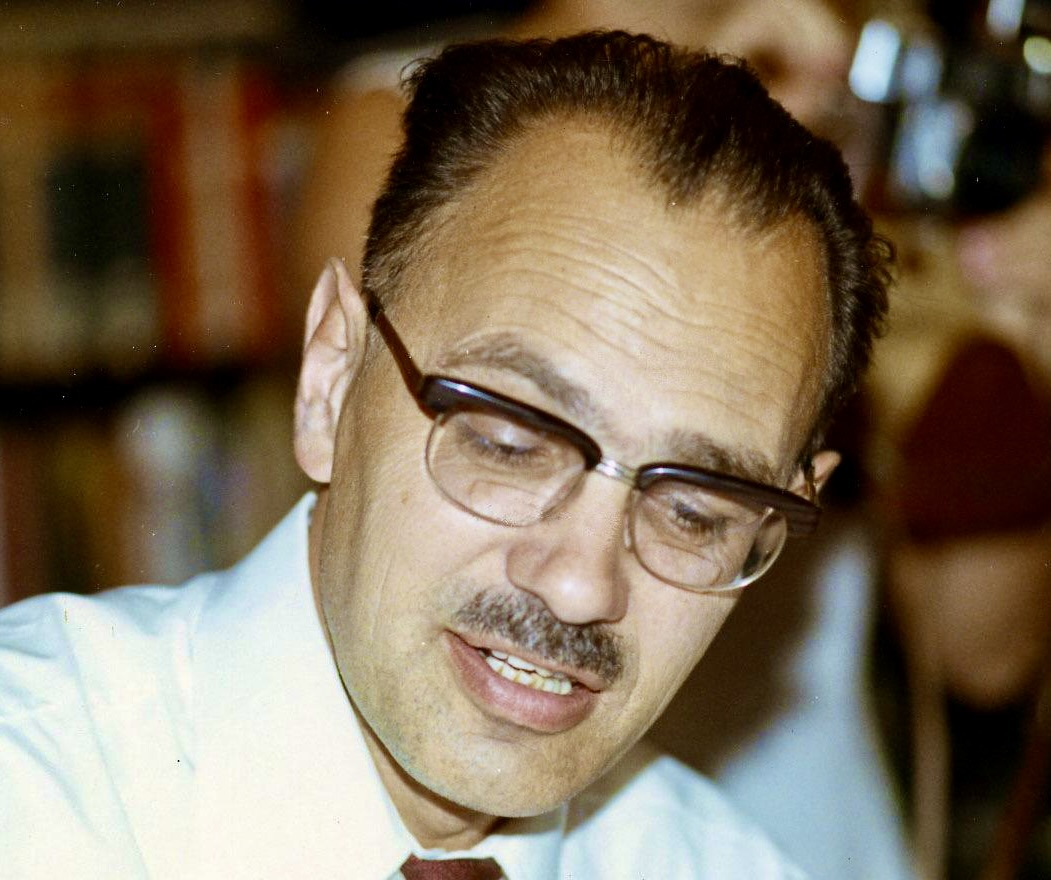
Carl Jürgen Hogrefe (etwa 1975)

Carl Jürgen Hogrefe (* 29. Januar 1924 in Hellental; † 21. Januar 2007 in Göttingen) war ein deutscher Psychologe, Gründer und Verleger des auf psychologische Fachliteratur spezialisierten Hogrefe Verlags.

## Leben
Hogrefe wurde in Hellental, einem kleinen Ort im Solling als Sohn des dortigen Lehrers geboren. Der Wunsch nach einer beruflichen Zukunft in der Psychologie entstand an der Offiziersschule in Posen. Ihm wurde erlaubt, begleitend entsprechende Kurse an der Universität zu besuchen. Im Zweiten Weltkrieg war er an der Ostfront eingesetzt und nach kurzer Kriegsgefangenschaft ohne Internierung begann er 1945 ein Studium an der Universität Göttingen, das er mit dem Diplom abschloss. An der Universität Göttingen wurde er bereits während der Studiums Hilfsassistent und dann Assistent von Gustav Johannes von Allesch, den er bei der Gründung der Deutschen Gesellschaft für Psychologie und der Organisation des ersten Nachkriegskongresses für Psychologie 1948 in Göttingen erfolgreich unterstützte. 1951 promovierte er zum Dr. rer. nat.

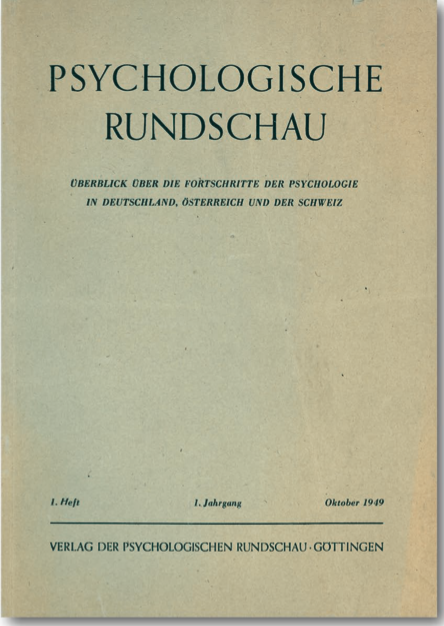
Erste Psychologische Rundschau

Auf dem Kongress 1948 entstand die Idee, eine Fachzeitschrift herauszugeben mit der Aufgabe, die Vernetzung der Psychologie im deutschsprachigen Raum zu fördern. Am 1. Oktober 1949 erschien die erste Ausgabe der Zeitschrift unter dem Namen Psychologische Rundschau. Die Gestaltung delegierte der Herausgeber von Allesch an seinen Assistenten Hogrefe. Da kein anderer Verlag das Risiko der Herausgabe dieser Zeitschrift tragen wollte, gründete Hogrefe seinen eigenen Verlag der Psychologischen Rundschau. Das erste Buch folgte 1952, der erste psychologische Test 1953. Im Jahr 1954 besuchte er den Internationalen Kongress für Psychologie in Montreal und informierte sich dort erstmals über einen kontrollierten Vertrieb von Tests an Fachpersonen in den USA. In Zusammenarbeit mit dem Berufsverband Deutscher Psychologen baute er für diesen Vertrieb 1954 eine „Testzentrale“ auf.
Diese zufällig entstandene verlegerische Nebentätigkeit erhielt im Laufe der Jahre immer mehr Bedeutung. Hogrefe entschied sich schließlich, im Jahr 1955 seine akademische Karriere aufzugeben und sich ganz der Verlagsarbeit zuzuwenden. Er baute den Verlag als Hogrefe Verlag zunächst mit der Ergänzung für Psychologie, auf.
Er blieb der akademischen Psychologie verbunden und wurde in den Vorstand der Deutschen Gesellschaft für Psychologie gewählt – 1970 bis 1974 als Schatzmeister, von 1971 bis 1974 auch als Schriftführer.
1984 erwarb Hogrefe den Verlag Hans Huber in Bern. Mit dem Erwerb des Unternehmens erfolgte auch eine verlegerische Erweiterung  des Programms in die Bereiche Medizin und Pflege. 1993 beendete er wegen einer Erkrankung die verlegerische Tätigkeit und übergab die Leitung an seinen ebenfalls in Psychologie promovierten Sohn G.-Jürgen Hogrefe.
1996 wurde Hogrefe mit der Goldenen Ehrennadel des Berufsverbands Deutscher Psychologinnen und Psychologen ausgezeichnet. 1998 wurde er von der Deutschen Gesellschaft für Psychologie zum Ehrenmitglied ernannt. dabei wurden  „seine vielseitigen Aktivitäten beim Wiederaufbau der Psychologie nach dem 2. Weltkrieg, insbesondere seine maßgebliche Rolle bei der Organisation des ersten Nachkriegskongresses in Göttingen und seine Verdienste für die Wiederbegründung der DGPs in den Jahren 1947 und 1948 sowie für seine Aktivitäten zugunsten der nationalen und internationalen Verbreitung wissenschaftlicher Ergebnisse des Faches“ gewürdigt.
Hogrefe war ab 1951 verheiratet mit Gisela Hogrefe, geb. Bachmann, die er seit Studienzeiten kannte; er ist Vater dreier Kinder (u. a. Dieter Hogrefe).